# Aakhri Khat
Aakhri Khat é um filme de drama indiano de 1966 dirigido e escrito por Chetan Anand. Foi selecionado como representante da Índia à edição do Oscar 1967, organizada pela Academia de Artes e Ciências Cinematográficas.

## Elenco
- Rajesh Khanna - Govind
- Indrani Mukherjee - Lajjo
- Master Bunty	- Buntu
- Nana Palsikar
- Manvendra Chitnis - Inspetor Naik
- Mohan Choti - Moti
- Tun Tun
- Maruti Rao
- Naqi Jehan